# Distretto di Eñbekşıqazaq
Il distretto di Eñbekşıqazaq (in kazako Еңбекшіқазақ ауданы?) è un distretto (audan) del Kazakistan con  capoluogo Esık.